# ناحیه تان هونگ
ناحیه ‌تان هونگ (به لاتین: Tân Hưng District) یک منطقهٔ مسکونی در ویتنام است که در مکونگ دلتا واقع شده‌است.

## خصوصیات
ناحیه ‌تان هونگ ۵۳۶ کیلومترمربع مساحت و ۴۱٬۸۱۳ نفر جمعیت دارد.